# Trichomorpha nitida
Trichomorpha nitida är en mångfotingart som beskrevs av Carl 1914. Trichomorpha nitida ingår i släktet Trichomorpha och familjen Chelodesmidae. Inga underarter finns listade i Catalogue of Life.